# Bateria anodowa

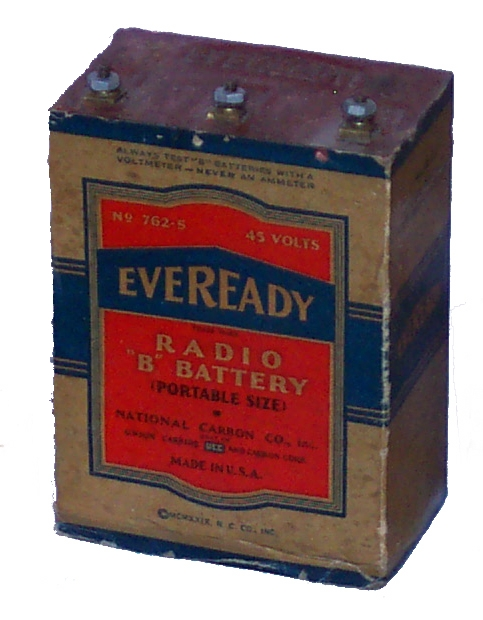
Bateria o napięciu 45V z 1942 r.

Bateria anodowa to zespół ogniw galwanicznych lub akumulatorów służący do zasilania obwodów anodowych lamp elektronowych tzw. "bateryjnych".
Przykładowe napięcia:
- 22,5 V - do aparatu słuchowego na lampach subminiaturowych
- 67,5 V - do radioodbiornika Szarotka na lampach miniaturowych
- 60 i 80 V - do radiostacji RBM-1
- 135 i 150 V - do radioodbiorników bateryjnych konstruowanych od połowy lat 30. XX w.[1]